# Saliou Akadiri
Saliou Akadiri (* 1950 in Issaba, Pobè, Département Plateau, Kolonie Dahomey) ist ein beninischer Diplomat und Politiker der Republik Dahomey, der unter anderem zwischen 2015 und 2016 Außenminister Benins war.

## Leben
Saliou Akadiri, der zum Volk der Yoruba gehört, absolvierte zwischen 1957 und 1972 seine schulische Ausbildung sowie ein grundständiges Studium in Porto-Novo. Ein anschließendes Studium der Rechtswissenschaften an der Université du Dahomey, aus der 1975 die Université Nationale du Bénin hervorging, schloss er 1976 ab. Nach Abschluss seiner diplomatischen Ausbildung trat er in das Außenministerium ein, war er zwischen 1976 und 1984 Leiter der Abteilung Afrika und Europa des Außenministeriums. Nach einem darauf folgenden weiteren Studiengang im Fach Entwicklung und Zusammenarbeit an der Université Paris 1 Panthéon-Sorbonne, den er 1985 mit einem Diplômé d’études supérieures spécialisées en développement et coopération abschloss, kehrte er ins Außenministerium zurück und war zwischen 1985 und 1987 abermals Leiter der Abteilung Afrika und Europa. 1987 wurde er Botschaftsrat für Politische Angelegenheiten an der Botschaft in Frankreich und verblieb auf diesem Posten bis zu seinem Ausscheiden aus dem diplomatischen Dienst 1998.
Im Anschluss war Akadiri von 1998 bis 2006 Mitarbeiter der Organisation internationale de la francophonie (OIF), der in Paris ansässigen Internationalen Organisation für Frankophonie, und fungierte als Kabinettschef von Roger Dehaybe, des Generaldirektors von deren Agence Intergouvernementale de la Francophonie. Nach seiner Rückkehr wurde er Bürgermeister von Pobè. Während der Amtszeit von Staatspräsident Boni Yayi wurde er nach dem Amtsantritt von Premierminister Lionel Zinsou am 18. Juni 2015 Außenminister in dessen Kabinett, dem unter anderem auch Placide Azandé als Innenminister, Théophile Yarou als Verteidigungsminister und Komi Koutché als Finanzminister angehörten.